# سهلة بنت عاصم
سهلة بنت عاصم البلوية صحابية جليلة، اسمها سهلة بنت عاصم بن عدي 
العجلانية البلوية الأنصارية، زوجة الصحابي عبد الرحمن بن عوف.
ولدت يوم غزوة خيبر فسماها الرسول محمد سهلة، روى عبد العزيز بن عمران عن سعيد بن زياد عن حفص بن عمر بن عبد الرحمن بن عوف عن جدته سهلة بنت عاصم بن عدي قالت: "ولدت يوم خيبر فسماني رسول الله صلى الله عليه وآله وسلم سهلة، وقال: سهل الله أمركم، فضرب لي بسهم، وزوجني عبد الرحمن بن عوف يوم ولدت".

## نسبها
سهلة بنت عاصم بن عدي بن الجد بن عجلان بن حارثة بن ضبيعة بن حرام بن جعل بن عمرو بن جشم بن ودم بن ذبيان بن هميم بن ذهل بن هنيء بن بلي بن عمرو بن الحاف بن قضاعة بن معد بن عدنان.[بحاجة لمصدر]